# Cibernética de segundo orden
La cibernética de segundo orden es el estudio no solo del sistema o concepto cibernético, sino también del cibernetista, es decir, el observador como parte del sistema mismo.

## Origen del término
La cibernética de segundo orden o cibernética de la cibernética nace unos treinta años después de la cibernética de primer orden, a principios de 1970. 
El término fue acuñado por Heinz Von Foerster en el discurso a la "Sociedad Americana de Cibernética", titulado "Cybernetics of Cybernetics”. Este “manifiesto constructivista” dio los fundamentos para una teoría del observador y es a partir de aquí, que se puede entender la profunda influencia en el campo de las teorías sociales.

## Cibernética social
La cibernética social, señala Heinz Von Foerster, debiera ser una cibernética de segundo orden, una cibernética de la cibernética, de modo tal que, el observador que entra en el sistema pueda estipular su propio propósito: él es autónomo. En su presentación “Cybernetics of Cybernetics” señala al respecto: “Si no lo hacemos así, algún otro determinará un propósito para nosotros. Más aún, si no lo hacemos así, les daríamos excusas a aquellos que quieren transferir la responsabilidad de sus propias acciones a algún otro”.
Finalmente, si no se reconoce la autonomía de cada uno de los miembros de este sistema, advierte el peligro que la sociedad se puede transformar en una sociedad que procura honrar las realizaciones y olvidarse de sus responsabilidades.
Pese a que varios biólogos como Ludwig von Bertalanffy, uno de los fundadores de la Teoría de sistemas, impulsaron a la cibernética de segundo orden, sus principales entusiastas provinieron principalmente de la neurofisiología, pero sobre todo de la epistemología.
Una definición ampliada de la Cibernética Social corresponde a la Cibernética Social Proporcionalista, creada por Waldemar De Gregori.

## Utilidad
La cibernética tiene interés por diseñar máquinas o heteroorganizaciones, donde alguien organiza el 
. 
Esta concepción se expandió para incluir un nuevo objetivo: entender “máquinas”(sistemas) que se encuentran hechas, que no han sido organizadas por nosotros, los organismos vivientes, o que nosotros formamos como integrantes o participantes, por ejemplo, sistemas sociales, los cuales tampoco organizamos nosotros, aunque participemos de su organización; es decir, sistemas autoorganizadores que no son necesariamente vivientes –por ejemplo: estrellas, remolinos, etcétera-.
Este interés por los sistemas autoorganizadores llevó a una atención cada vez mayor sobre dos nociones: la de autonomía, el hecho de estar estos sistemas regidos por sus propias leyes; y la de autorreferencia, una operación lógica por la cual una operación se toma a sí misma como objeto, como sucede cuando, por ejemplo, hablamos del lenguaje, pensamos el pensamiento, o somos conscientes de nuestra conciencia.

## Nociones centrales
Las nociones centrales de la cibernética (circularidad, información, retroalimentación, meta, regulación, etcétera) así como nociones conexas que habían sido incorporadas a la red conceptual de la disciplina: orden, organización, azar, ruido, etcétera, comenzaron a usarse para la comprensión de sistemas autoorganizadores, biológicos y sociales, con especial atención a su autonomía y a los fenómenos de autorreferencia implicados.
El escenario estuvo entonces preparado para dar un paso que resultaría fundamental para encontrarse de lleno en el campo de la epistemología: cuestionar el principio de la objetividad, para asumir que todas las nociones antes dichas no eran independientes de nosotros los observadores de los fenómenos observados. 
No sólo podíamos describir enlaces circulares autorreferenciales, que generaban o delimitaban un sistema autónomo, allí en el sistema observado; también nosotros, los observadores, podíamos ser entendidos en los mismos términos y, más aún, el proceso de observación delimitaba en sí mismo otro sistema autónomo, en el cual, observadores y sistema observado interactúan a través de procesos autorreferenciales, a través de los cuales todo lo dicho sobre un sistema resultaba relacionado con nuestras propias propiedades para hacer tal observación.
Así, nuestra propia cultura se volvía importante para poder hacer ciertas observaciones, generaba restricciones para el tipo de observaciones que éramos capaces de hacer. Y en esa estructura se incluye, desde las restricciones impuestas por la corporalidad (por ejemplo la sensibilidad a los rayos de luz, y no a los infrarrojos o rayos x, o a un sonar, como un murciélago), hasta restricciones impuestas por el lenguaje, su estructura gramatical, las limitaciones del proceso representativo, los intereses culturales específicos, etc.

## La inclusión del observador
El efecto de la inclusión del sujeto observador y el desvío de la atención de las observaciones a los usuarios de las observaciones (lo cual enriqueció a las observaciones mismas) transformó a la cibernética en una epistemología, una disciplina que tenía algo que decir no solamente sobre la estructura ontológica de la realidad sino sobre el conocimiento de esa realidad, sus límites y posibilidades, sus dificultades y condicionamientos. Heinz Von Foerster y Margaret Mead señalaron que se inició el periodo de la cibernética de segundo orden, siendo sistemas de segundo orden aquellos que, como mencionamos anteriormente, tienen capacidad autorreferencial y autológica.
La cibernética se volvía sobre sí misma y usaba sus conceptos para ver a los usuarios de dichos conceptos y la relación que a través de esos conceptos establecían con su entorno. En pocas palabras, la cibernética estudiaba ya no solo al sistema o concepto cibernético, sino al cibernetista como parte del sistema mismo. En otras palabras, se pasó del observador que estipula el propósito del sistema al observador que estipula su propio propósito. El cibernetista no se preguntaba ya: ¿dónde están los enlaces circulares en este sistema? Sino que se empezaba a preguntar: ¿cómo generamos nosotros este sistema, a través de la noción de circularidad?.